# Central Wisconsin Airport

i7
i11
i13

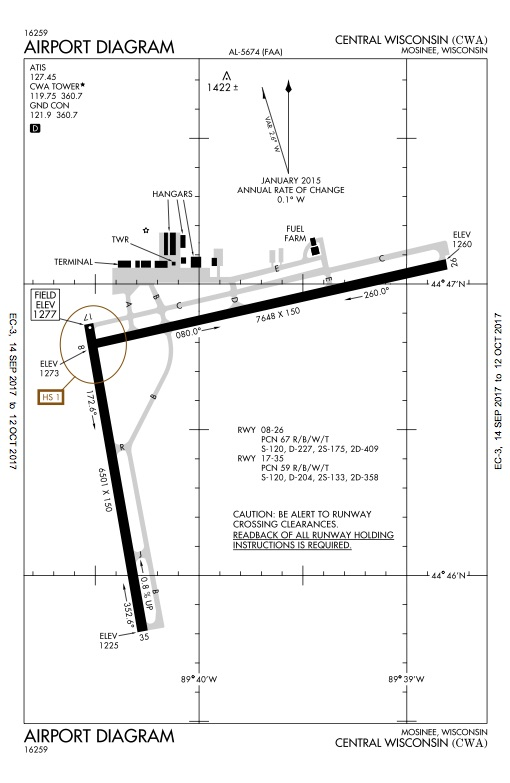
Plan des Flughafens

Der Central Wisconsin Airport (IATA: CWA, ICAO: KCWA) ist ein Flughafen im Marathon County im nördlichen Zentrum des US-amerikanischen Bundesstaates Wisconsin. Der ständig geöffnete Flughafen liegt im südöstlichen Stadtgebiet von Mosinee und schließt die Region des mittleren Wisconsin über Zubringerflüge zu Großflughäfen an den Luftverkehr des Landes an.
Die Federal Aviation Administration (FAA) stuft den zum National Plan of Integrated Airport Systems gehörenden Flughafen anhand der Zahl von 154.312 abfliegenden Passagieren als non hub primary commercial service airport ein.

## Lage
Der Flughafen liegt am Wisconsin State Highway 153 und der Interstate 39, über die Anschluss an die Städte Wausau (28 km nördlich) und Wisconsins Hauptstadt Madison (223 km südlich) besteht.

## Ausstattung
Der Flughafen verfügt über zwei Start- und Landebahnen, die je einen Betonbelag haben.
Es gibt einen Passagierterminal mit 5 Fluggastbrücken und eine Gepäckförderanlage. Mehrere Mietwagenfirmen haben Stützpunkte im Empfangsgebäude.

## Flugzeuge und Flugbewegungen
Auf dem Flughafen sind insgesamt 27 Flugzeuge stationiert. Davon sind 22 einmotorige und 4 mehrmotorige Propellermaschinen sowie 1 Düsenjet.
Von den 42 Flugbewegungen pro Tag sind 1 Prozent dem Linien- und Charterverkehr, 33 Prozent der Allgemeinen Luftfahrt und 64 Prozent dem Lufttaxiverkehr zuzuordnen. Daneben gibt es noch rund 2 Prozent militärische Flugbewegungen.

## Fluggesellschaften und Flugziele
- American Eagle – betrieben von Envoy – Chicago O’Hare
- Delta Connection – betrieben von Endeavor Air – Detroit, Minneapolis-Saint Paul
- United Express – betrieben von ExpressJet – Chicago O’Hare

### Frachtgesellschaften
- DHL Aviation
- Freight Runners Express
- UPS